# Йозеф Шкворецки
Йозеф Шкворецки (на чешки: Josef Škvorecký) е чешко-канадски писател, преводач и издател. Той прекарва половината от живота си в Канада, като публикува и подкрепя забранената чешка литература по времето на комунизма. Шкворецки е удостоен с международната литературна награда на Нойщат през 1980 г. Той и съпругата му са дългогодишни привърженици на чешките писатели дисиденти преди падането на комунизма в Чехословакия. Художествената литература на Шкворецки се занимава с няколко теми: ужасите на тоталитаризма и репресиите, преживяването на емигрантите и чудото на джаза.

## Биография и творчество
Йозеф Шкворецки е роден на 27 септември 1924 г. в Наход, Бохемия, Чехословакия. Завършва в Наход през 1943 г., след което работи помощен работник във фабриката в града, после в Нове место над Метуйи, а края на войната в предачната фабрика „Бартон“ в Наход. След края на войната следва за кратко в Медицинския факултет на Карловия университет в Прага, а през 1946 г. се премества във Факултета по изкуствата и през 1949 г. завършва специалност английска филология и философия. След дипломирането си работи като учител в средните училища в Броумов и Полице над Метуйи, и във Висшето социално училище в Хоржице. През 1951 г. получава докторска степен. В следващите две години отбива военната си служба.
През 1953 г. започва работа в англо-американската редакционна колегия на „Държавното издателство за изящна литература и изкуство“ в Прага. През 1956 г. става редактор на двумесечника „Световна литература“, а в периода 1957 – 1958 г. е негов заместник главен редактор. На 31 март 1958 г. се жени за писателката Здена Саливарова.
Първият му роман „Страхливци“ (написан през 1948 – 1949 г.) е издаден през 1958 г. Действието му се развива в последните дни на Втората световна война в измислен град в Североизточна Бохемия, а главен герой е доскорошният гимназист и страстен джаз саксофонист Дани Смиржицки (алтер его на Шкворецки), който извършва редица смели постъпки, участва в бойни действия и дори успява да взриви немски танк, но не се ръководи от благородни идеали, а от желанието да впечатли обекта на въжделенията си, Ирена. Романът предизвиква скандал, довел до изземането и унищожаването на почти целия тираж, а Шкворецки е обвинен в омаловажаване на героизма на поборниците за установяване на комунистическата власт и изпада в немилост.
Заради романа „Страхливци“ трябва да напусне през 1958 г. редакцията на „Световна литература“, но успява да се върне в „Държавното издателство за изящна литература и изкуство“, където работи до 1959 г. Става писател на свободна практика през 1963 г. През януари 1969 г. става председател на редакционния съвет на месечника „Пламен“. Същата година заминава за САЩ, където първо изнася лекции в университета „Корнел“ в Итака (щат Ню Йорк), а през лятото завършва стипендиантски престой в Калифорнийския университет в Бъркли.
След смазването на Пражката пролет и спирането на издаването на книгата му „Танковият батальон“ в Чехословакия, той и съпругата му решават да останат в изгнание и се установяват в Торонто, Канада. В периода 1969 – 1990 г. преподава в Университета на Торонто съвременен чешки театър, а от 1970 г. също филм, английска и американска литература и творческо писане. Също така преподава история и теория на филма в Центъра за изучаване на драматургия в университета. Изнася лекции в много северноамерикански университети през 70-те години на XX век. Пенсионира се през 1990 г. От 1973 до 1990 г. води редовни програми за литература на радиостанция „Гласът на Америка“ и има повече от 200 предавания.
През 1971 г. той и съпругата му Здена Саливарова основават издателство '68 Publishers, което се превръща в едно от водещите чехословашки издателства не само в изгнание. До началото на 90-те години на XX век издателството публикува чешки автори в изгнание и произведения, забранени в Чехословакия, като Лудвик Вакулик, Вацлав Хавел, Бохумил Храбал и Милан Кундера. Общо 227 заглавия са публикувани до 1993 г. През 1978 г. той и съпругата му са лишени от чехословашко гражданство. За дейността на издателството и заслугите му за популяризирането на чешката литература по света президентът на Чехословакия Вацлав Хавел награждава през 1990 г. семейство Шкворецки с Ордена на Белия лъв, най-високото държавно отличие.
След Нежната революция през 1989 г. семейство Шкворецки могат за посещават родината си и да издават произведенията си. Йозеф Шкворецки става член на чешкото Дружеството на писателите.
Основните му произведения са шестте романа, които се занимават с теми от младостта на неговия разказвач Даниел „Дани“ Смиржицки (литературното алтер его на Шкворецки), които могат да се определят като поредица „Дани Смиржицки“. Те засягат еврейски теми, и живота под германско управление в протектората, като се оформят в кръга на познатите на разказвача. Темата за евреите и Холокоста е централна тема и в романа „Лъвица“ (Lvíče), който представя историята на младата Леона Силберщайнова, оцеляла от концентрационния лагер, която след войната отмъщава на мъж, който разваля годежа си с по-голямата ѝ сестра заради еврейския ѝ произход. Автор е криминалната трилогия „Поручик Борувка“ и на криминалната поредица „Кратка среща с убийство“ в съавторство със Здена Саливарова. През 2009 г. получава полската централноевропейската литературна награда „Ангелус“ (Angelus) за романа „Историята на един инженер на човешките души“ (Příběh inženýra lidských duší).
Неговите документални книги включват „Московски блус“ (Talkin' Moscow Blues) – книга с есета за джаза, литературата и политиката, автобиографията „Насочи се към сините“ (Headed for the Blues), две книги за чешкото кино – „Всички тези умни млади мъже и жени – Субективна история на чешкото кино“ и „Иржи Менцел и историята на внимателно наблюдаваните влакове“ (Jirí Menzel and the History of the Closely Watched Trains), и др.
Шкворецки пише много за филми и телевизия. Игралният филм „Танковият батальон“, адаптиран по романа му, е първият чешки филм, направен не от чехословашката Студия „Барандов“, а от частната компания The Bonton Films, и е най-големият касов успех след падането на комунизма. Други негови сценарии са писани на Прага TV, направени са и три много успешни телевизионни сериала.
Важна е и преводаческата му дейност. Той превежда на чешки език произведения на водещи съвременни американски автори – Реймънд Чандлър, Ърнест Хемингуей, Уилям Фокнър, Синклер Луис, Хенри Джеймс, Уилям Стайрън, Рей Бредбъри, Дашиъл Хамет, Реймънд Чандлър, и др.
Носител на редица награди, Шкворецки е централна фигура на литературната сцена, както в родната си страна, така и в чужбина. Удостоен е с международната литературна награда на Нойщат и стипендия Гугенхайм през 1980 г., с наградата на генерал-губернатора на Канада през 1984 г., с ордена на Канада през 1992 г., с ордена на изкуствата и литературата на Франция през 1996 г. и с държавната награда на Чешката република през 1999 г. Почетен „доктор хонорис кауза“ е на редица университети в Европа, Канада и САЩ. На 14 май 1990 г. става почетен гражданин на град Наход.
Йозеф Шкворецки умира от рак на 3 януари 2012 г. в Торонто, провинция Онтарио, Канада.
На негово име е учредена литературна награда, която се присъжда в периода 2007 – 2016 г. от дружеството „Йозеф Шкворецки“.

## Произведения

### Самостоятелни романи
- Konec nylonového věku (1956) – непубликуван
- Lvíče (1969)[2][1][3][5]
- Scherzo capriccioso (1984) – история за времето на Антонин Дворжак в Америка като директор на Националната музикална консерватория
- Nevěsta z Texasu (1992)
- Nevysvětlitelný příběh aneb Vyprávění Questa Firma Sicula (1998)
- Obyčejné źivoty (2004)

### Поредица „Дани Смиржицки“ (Danny Smiřický)
1. Zbabělci (1958)[2][3][5]
Страхливци, изд.: ИК „Парадокс“, София (2021), прев. Васил Самоковлиев
2. Tankový prapor (1969)
Танковият батальон: фрагменти от времето на култа, изд. „Стигмати“ (2011), прев. Васил Самоковлиев
3. Mirákl (1972)
4. Prima sezóna (1975)
Готин сезон (откъс), сп. „Панорама“ (2008) с. 46 – 56, прев. Зорница Здравкова
Много готин сезон: текст за най-важните неща в живота, изд.: „СОНМ“, София (2022), прев. Йорданка Трифонова
5. Příběh inženýra lidských duší (1977) – награда „Angelus“
6. Dvě vraždy v mém dvojím životě (1999)

### Поредица „Поручик Борувка“ (Poručík Borůvka)
криминална поредица
1. Smutek poručíka Borůvky (1966)[2][3]
2. Konec poručíka Borůvky (1975)
3. Návrat poručíka Borůvky (1981)

Hříchy pro pátera Knoxe (1973) – сборник разкази

### Поредица „Среща с убийство“ (Setkání, s vraždou) – съсЗдена Саливарова
1. Krátké setkání, s vraždou (1999)
2. Setkání po letech, s vraždou (2000)
3. Setkání na konci éry, s vraždou (2001)
4. Setkání v Bílé dámě, s vraždou - Detektivní encore (2003)
5. Setkání v Praze, s vraždou (2004)
6. Setkání v Torontu, s vraždou (2006)

### Новели
- Legenda Emöke (1963)[2][3]
- Bassaxofon (1967)
Бассаксофон, изд. „Стигмати“ (2010), прев. Гинка Бакърджиева, Маргарита Симеонова

### Сборници
- Sedmiramenný svícen (1964)[2][3]
- Ze života lepší společnosti (1965)
- Babylónský příběh a jiné povídky (1967)
- Hořkej svět (1969)
- Povídky tenorsaxofonisty (1993)
- Povídky z Rajského údolí (1996)
- When Eve Was Naked (2000) – избрани разкази

### Документалистика
- Nápady čtenáře detektivek (1965)[2][3]
- O nich – o nás (1968)
- Samožerbuch (1977)
- Všichni ti bystří mladí muži a ženy (1971)
Всички тези умни млади мъже и жени : Субективна история на чешкото кино, изд. „Херон прес“ (1998), прев. Деница Алексова и др.
- Na brigádě (1979)
- Jirí Menzel and the History of the Closely Watched Trains (1982)
- Talkin' Moscow Blues (1988)
- Franz Kafka, jazz a jiné marginálie (1988)
- ... In the lonesome October (1994)
- Headed for the Blues: A Memoir (1996) – мемоари
- Le Camarade Joueur de jazz (1996)

### Екранизации
- 1963 Revue pro banjo – тв филм
- 1966 Zlocin v dívcí skole
- 1966 Nápady ctenáre detektivek – късометражен
- 1967 Tana a dva pistolnici
- 1968 Престъпление в кабарето
- 1969 Faráruv konec
- 1969 Flirt se slecnou Stribrnou – по романа Lvíce
- 1969 Sest cerných dívek aneb Proc zmizel Zajíc? – по разказа Zlocin v knihovne rukopisu
- 1987 Vrazda v zastoupení – тв филм
- 1991 Tankový prapor
- 1992 Hríchy pro pátera Knoxe – тв сериал, 10 епизода
- 1994 Prima sezóna – тв минисериал, 5 епизода, по романа „Готин сезон“
- 1996 Eine kleine Jazzmusik – по романа Sedmiramenný svícen
- 1996 Poe a vrazda krásné dívky – тв минисериал
- 1998 Legenda Emöke – тв филм
- 2000 Prípady detektivní kanceláre Ostrozrak – тв сериал, 6 епизода
- 2009 Setkání v Praze, s vrazdou – тв филм
- 2010 Rytmus v patách – тв филм